# Arizona State Route 286
Die Arizona State Route 286 (kurz AZ 286) ist eine in Nord-Süd-Richtung verlaufende State Route im US-Bundesstaat Arizona.
Die State Route beginnt an der Mexikanisch-Amerikanische Grenze bei Sasabe und endet in Three Points an der Arizona State Route 86 westlich von Tucson. Der größte Teil der Strecke ist unbewohnt. Die State Route durchquert das Buenos Aires National Wildlife Refuge.